# Novate Milanese
Novate Milanese – miejscowość i gmina we Włoszech, w regionie Lombardia, w prowincji Mediolan.
Według danych na rok 2004 gminę zamieszkiwały 19 894 osoby, 3978,8 os./km².